# Мокренски проход

Мокренски проход (предишно название Аврамовски проход) е планински проход (седловина) в средната, най-ниска част на Стидовска планина (част от Източна Стара планина), в Община Котел, област Сливен.
Дължината на прохода е 13,6 км, надморска височина на седловината – 452 м.
Проходът свързва долината на река Мочурица (от басейна на Тунджа) на юг с долината на река Луда Камчия на северозапад. Проходът започва от северната на село Мокрен на 245 м н.в. и след 3,5 км се изкачва на седловината, след което след 9,6 км слиза в долината на река Луда Камчия) на 370 м н.в. През седловината преминават участъци от два Републикански пътя. От север по билото на Стидовска планина идва първокласния Републикански път I-7 (от 221,2 до 225,2 км), Силистра – Шумен – Ямбол – ГКПП Лесово - Хамзабейли, който слиза 4 км по южния склон на прохода до село Мокрен. От северозапад, от село Градец (Област Сливен), на протежение от 9,6 км идва последният участък (от 53,1 до 62,7 км) от второкласния Републикански път II-48, Омургаг – Котел – Мокренски проход. Проходът се поддържа целогодишно за движение на моторни превозни средства.

## Други
На Мокренския проход е наречена улица в квартал „Лагера“ в София (Карта).

## Топографска карта
- Лист от карта K-35-42. Мащаб: 1 : 100 000.